# Empleabilidad

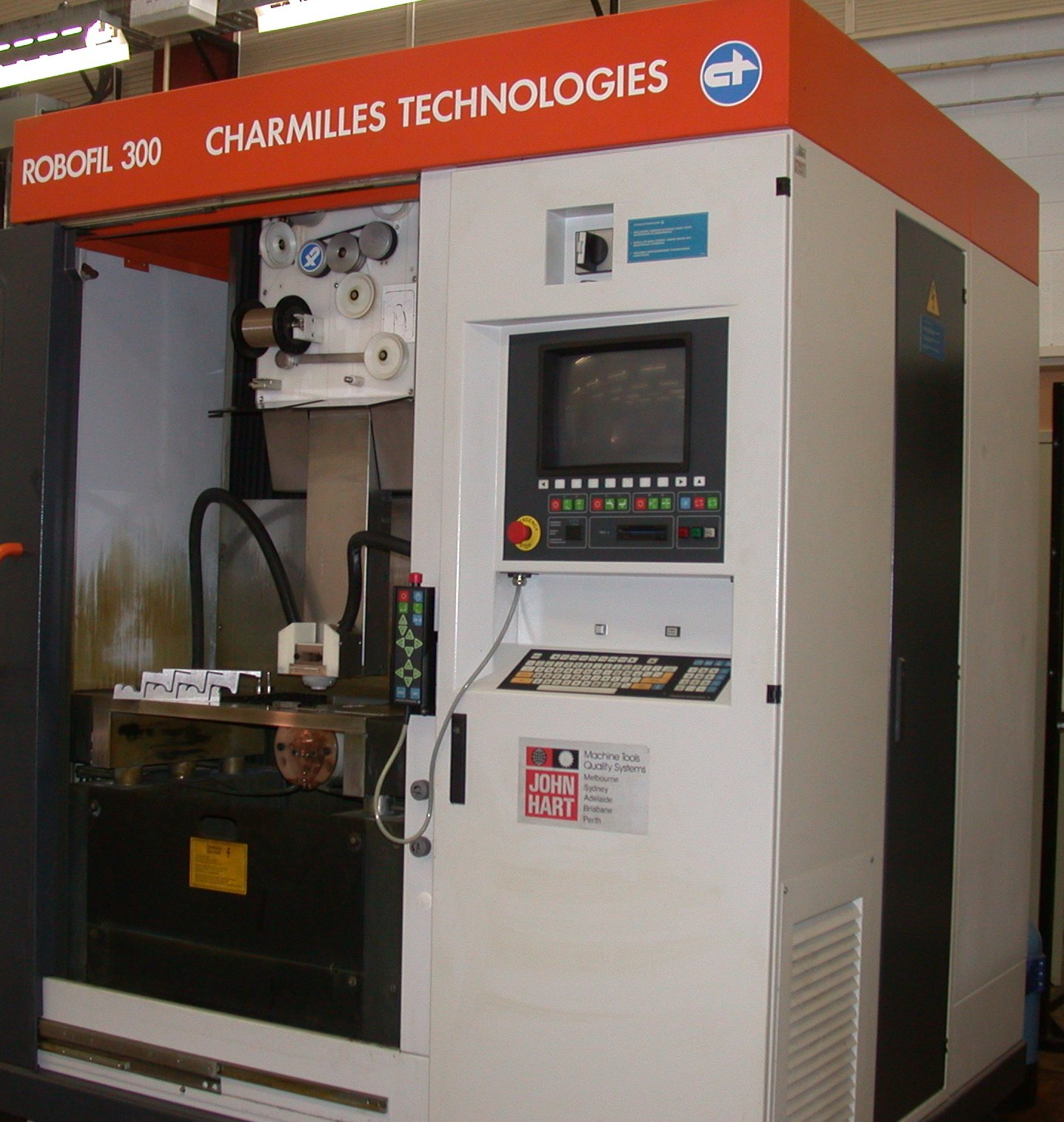
Máquina herramienta de Control Numérico por Computador (CNC), tipo electroerosión. El manejo de tecnologías avanzadas favorece la empleabilidad.

Según la Organización Internacional del Trabajo (OIT), la empleabilidad (o, menos frecuentemente, ocupabilidad) es «la aptitud de la persona para encontrar y conservar un trabajo, para progresar en el trabajo y para adaptarse al cambio a lo largo de la vida profesional».

## Otras definiciones
De acuerdo con el Wikcionario, la empleabilidad es «el potencial que tiene un individuo de ser solicitado por una empresa para trabajar en ella. Capacidad de sintonizar con el mercado de trabajo, de poder cambiar de empleo sin dificultades o de encontrar un puesto de trabajo».
Según el ministerio francés encargado del empleo, la empleabilidad es «la capacidad de evolucionar de modo autónomo dentro del mercado de trabajo, de modo que la persona desarrolle su potencial de manera duradera… La empleabilidad depende de los conocimientos, de las cualificaciones y de los comportamientos que se tengan, del modo que la persona se sirve de ellos y de cómo se los presenta al empresario».
Según un curso de empleabilidad de la Universidad de Queensland (Australia), es «las capacidades, habilidades y atributos personales que te hacen atractivo para un empleador».

## Tipos
Se distinguen dos tipos de empleabilidad:
- Empleabilidad interna: encaje de los conocimientos y habilidades del trabajador con las necesidades de su empresa.[6]
- Empleabilidad externa: encaje de los conocimientos y habilidades del trabajador con lo que demanda el mercado laboral.[6]

## Factores que favorecen la empleabilidad
De acuerdo con "7 ejes para desarrollar su empleabilidad":
1. Comunicar con más impacto
2. Adaptarse al cambio
3. Orientar la acción hacia las prioridades
4. Buena autoestima (confianza en sí mismo, autoconfianza)
5. Saber trabajar en equipo (y, si no se sabe, aprender)
6. Desarrollar la cultura digital (aprender a manejar más aplicaciones, más dispositivos o más sistemas operativos) o competencia digital
7. Saber negociar

Un estudio de CAF-Banco de Desarrollo de América Latina cita otros 3 factores:
1. Programas de capacitación (ya sea en  el  aula  o  en  el  lugar  de  trabajo) para  formar  a los trabajadores en las  competencias  demandadas  por los empleadores
2. Servicios de intermediación laboral o de empleo que conecten la oferta y la demanda de trabajadores
3. Incentivos al empleo en el sector privado o público

La EAE Business School añade:
1. Creatividad
2. Habilidades sociales, competencia social o inteligencia emocional
3. Iniciativa (capacidad para proponer nuevas actuaciones, como desarrollo de nuevos productos o introducción de nuevas funcionalidades en productos ya existentes, que puedan resultar beneficiosas)
4. Compromiso, entrega o dedicación (exteriorización de que se está dispuesto a trabajar eficientemente, por ejemplo acudiendo con puntualidad al puesto de trabajo, realizando correctamente las tareas encomendadas en el plazo dado, no manifestando mal humor y evitando el absentismo)
5. Liderazgo

Por último la Universidad Rey Juan Carlos nombra:
1. Conocimiento de idiomas, especialmente el inglés
2. Experiencia laboral en puestos análogos o asimilables

## Factores que perjudican la empleabilidad
Según un informe de la OCDE:
- escasas competencias básicas
- número insuficiente de opciones de aprendizaje

## Índice de empleabilidad o medición de la empleabilidad
Un estudio de la Universidad Católica de Perú elaboró un índice con 3 factores: habilidades básicas (comprensión lectora, redacción, razonamiento verbal y matemático), condicionamientos sociales y grado de desarrollo de las competencias. A partir de este índice concluyó que los jóvenes más empleables son los que muestran mayor flexibilidad y capacidad de aprendizaje. 
Otro estudio, de la Fundación de Estudios de Economía Aplicada (FEDEA) analiza 3 sistemas para perfilar parados, y considera preferible el tercero, que usa toda la información disponible para construir un modelo estadístico como el siguiente, que clasifica a los demandantes de empleo según la empleabilidad que se desea mejorar.
P(t,x) = F(α't + βX' + ε)
Donde:
- P es la probabilidad (con valores entre 0 y 1) de un parado x de salir del desempleo (consiguiendo un trabajo) en un tiempo t (que pueden ser 3, 6 o 12 meses)
- F es una función de probabilidad
- X recoge el resto de variables de control
- ε es el término de error, con una distribución normal estándar

Este modelo, aplicado a un parado individual, permite, si existen factores que estorban su empleabilidad y políticas activas de empleo que actúen sobre dichos factores, dirigirlo hacia dichas políticas (por ejemplo, incentivarlo para que haga determinado curso de formación) para así aumentar su empleabilidad.

## Importancia
- Para una persona, tener una empleabilidad alta la conducirá muy probablemente a trabajos de mayor salario[13] y mejores condiciones laborales.
- Al revés, darse cuenta de que tiene una empleabilidad baja, y por qué, puede ayudarla a decidir en qué factores incidir para mejorar su capacidad de encontrar empleo (o, si ya tiene uno, otro mejor).
- Para un país, conseguir una empleabilidad alta de su población en dicho país lo conduce a un menor índice de desempleo, mayor tasa de actividad, mayor productividad[14] y mayor riqueza.
- Y viceversa, constatar que existen colectivos con baja empleabilidad le permite aplicarles políticas activas de empleo.

## Papel de la empresa
En una empresa, o en general en una organización, el perfil de las plazas vacantes se encuentra en constante evolución. Los cambios en la coyuntura económica y sus consecuencias sobre las evoluciones del saber hacer y de las técnicas empleadas pueden requerir una formación adicional por parte del trabajador o una adaptación conjunta de la empresa y del asalariado. La empleabilidad supone, por parte del asalariado, pero también de la empresa que lo emplea, ciertas capacidades de adaptación.
Las empresas, para una mayor igualdad social, tienen que ofrecer información a sus asalariados para que desarrollen su empleabilidad: formación profesional y adquisición de competencias, desarrollo personal, oportunidades de carrera y de movilidad, resolución de problemas o balance de competencias.
Desde la Sociología, Ève Chiapello y Luc Boltanski evocan la empleabilidad como grandeza específica de la ciudad por proyectos, característica del nuevo espíritu del capitalismo. Así planteada, la empleabilidad es «esta adaptabilidad y esta polivalencia que vuelven [al individuo] empleable, tanto en su empresa actual como insertado en un nuevo proyecto». Así es como en la ciudad por proyectos, «el paso de un proyecto a otro» resulta una prueba, dicho de otra manera, el medio de hacer crecer la empleabilidad. Alain Finot completa esta idea caracterizando la empleabilidad no como un estado, sino como un movimiento: tiene que estar desarrollado permanentemente y de modo compartido entre todos los actores (individuo, empresa, poderes públicos).

## Aplicación del término a carreras universitarias y otros estudios reglados
Aunque, como se ha visto anteriormente, la empleabilidad se considera en principio una característica de una persona, por extensión se habla de carreras universitarias (o de grados de Formación profesional) de mayor o menor empleabilidad, significando en este caso la facilidad que tienen las personas que terminan dichas carreras para encontrar empleo. Relacionando el número de personas que, años después de acabar los estudios, se encuentran empleadas, con el número total de personas que los acabaron, se obtienen unos porcentajes de gran interés para quienes están decidiendo qué estudios cursar. Por ejemplo, en España en 2018 la carrera de mayor empleabilidad fue Medicina (91 %), mientras que la de menor fue Bellas Artes (51 %).